# Butleri Dzsihad
A Butleri Dzsihad a Dűne-univerzum legfontosabb, alapvető eseménye volt (az univerzum belső története szerint): ez, illetve ennek következménye, a mélyen gyökeredző gépellenesség határozta meg a kultúra összes jelenségét és a társadalom felépítését, így például a Császárság intézményét is.
A Butleri Dzsihad az emberiség közel száz évig tartó keresztes hadjárata volt a számítógépek, gondolkodó gépek és tudattal rendelkező robotok (és emberi szolgáik) ellen. Eseményei a Liga előtti korban, 201-től 108-ig játszódtak és végül az emberiség győzelmével ért véget. Maga a dzsihad a Dűne eseményei előtt tíz évezreddel zajlott, és mivel a fanatikus vallásháború elpusztította a könyvtárakat is, a Dűne világában már csak legendaként hivatkoznak rá, ám a parancsolat mit sem vesztett erejéből: az emberiség felhagyott a gondolkodó gépek gyártásával, ezek szerepét emberi lények – mentátok, navigátorok – vették át. A gépgyártás néhány világon maradt csak fenn és pusztán mechanikus szerkezetekre korlátozódik.

## Rövid története
A gondolkodó gépek vezére Omnius volt, őt számtalan tudattal rendelkező és anélküli gép szolgálta, valamint robottestbe ágyazott emberi agyak, a Titánok. A gépezetek és a Titánok szörnyű elnyomásban, rabszolgasornál is rosszabb helyzetben tartották az uralmuk alatt álló emberi népességet. A Dzsihad a Régi Földön indult el egy kisebb felkelésként, amelynek oka egy gyermek, ifj. Manion Butler meggyilkolása volt. A megölt gyermek és édesanyja, Serena Butler később a Dzsihad jelképeivé váltak.